# Kallisomyia stackelbergi
Kallisomyia stackelbergi är en tvåvingeart som beskrevs av Borisova 1964. Kallisomyia stackelbergi ingår i släktet Kallisomyia och familjen parasitflugor. Inga underarter finns listade i Catalogue of Life.